# Signo mayor que
| Signo mayor que | Signo mayor que |
| En unicode      | U+003E >        |
| Relacionados    |                 |
| --------------- | --------------- |
| Relacionados    | U+2265 ≥        |
| Relacionados    | U+226F ≯        |
| Relacionados    | U+226B ≫        |

El signo mayor que (>) es un símbolo matemático que denota una desigualdad entre dos magnitudes o números.    
La forma ampliamente adoptada de dos trazos de igual longitud que se conectan en un ángulo agudo a la derecha, >, se ha encontrado en documentos que datan de la década de 1560. 
En la escritura matemática, el signo mayor que generalmente se coloca entre dos valores que se comparan y significa que el primer número es mayor que el segundo número. 
Los ejemplos de uso típico incluyen: 
10 > 5
2 > −2
y, 1 > ½.
Desde el desarrollo de los lenguajes de programación de computadoras, el signo "mayor que" y el signo "menor que" se han reutilizado para una variedad de usos y operaciones.

## Historia
Los símbolos < y > aparecen por primera vez en Artis Analyticae Praxis ad Aequationes Algebraicas Resolvendas (Las artes analíticas aplicadas a la resolución de ecuaciones algebraicas) por Thomas Harriot (1560-1621), que se publicó póstumamente en 1631. El texto dice: "Signum majoritatis ut  un   >   b significet  un majorem quam  b "y" Signum minoritatis ut  a < b significet un minorem quam si." 
Según el historiador Art Johnson (página 144), mientras Harriot inspeccionaba América del Norte, vio a un nativo americano con un símbolo que se parecía al signo mayor que hacia atrás y hacia adelante (   >   y   <   ) Art Johnson dice que es probable que haya desarrollado los dos símbolos de este símbolo  < b  significet un minorem quam si." Según el historiador Art Johnson (página 144), mientras Harriot inspeccionaba América del Norte, vio a nativo americano con símbolo que se parecía al signo mayor hacia atrás y adelante (  >.

## Informática
En informática, el signo mayor que o clangular (de clave, llave y angular, llave angular) derecho   >   es un carácter ASCII original (hex 3E, decimal 62). 
El carácter en Unicode es U+003E. Esto se hereda del mismo valor en ASCII.

### Paréntesis angulares
El signo mayor que se utiliza para una aproximación del paréntesis angular de cierre (⟩). El carácter apropiado de Unicode es U+232A. ASCII no tiene corchetes angulares.

### Lenguaje de programación
Los lenguajes de familia BASIC y C (incluidos Java y C++ ) utilizan el operador > como significado de "mayor que". En los idiomas de la familia Lisp, > es una función utilizada para "mayor que". En Coldfusion y Fortran, operador .GT. GT. significa "mayor que". 

### Doble signo mayor que
El doble signo mayor que (>>), que nada tiene que ver con las comillas angulares, se utiliza para una aproximación de la cantidad signo mucho mayor que ( »). ASCII no tiene el signo mucho mayor que. 
El doble signo mayor que >> también se utiliza para una aproximación del cierre guillemet (»). 
En Java, C y C++, el operador >>  es el operador de desplazamiento a la derecha . En C++ también se usa para manipular flujos de información, generalmente, para obtener los flujos y almacenarlos; similar a las funciones de C getchar y fgets  . 
En Haskell, la función >> es un operador monádico. Se utiliza para componer secuencialmente dos acciones, descartando cualquier valor producido por la primera. En ese sentido, es como el operador de secuenciación de sentencias en lenguajes imperativos, como el punto y coma en C. 
En XPath el operador >>  devuelve verdadero si el operando izquierdo sigue al operando derecho en el orden del documento; de lo contrario, devuelve falso.

### Triple signo mayor que
El signo triple mayor que (>>>) es el operador de desplazamiento a la derecha sin signo en JavaScript. Tres signos mayores que forman el distintivo "aviso de tres chevron" de la consola de firmware en las computadoras MicroVAX, VAXstation y DEC Alpha (conocida como la consola SRM en este último). Este es también el indicador predeterminado del shell interactivo de Python, que a menudo se ve para ejemplos de código que se pueden ejecutar de forma interactiva en el intérprete: 
```
~:$ python

Python 2.7.5 (default, Mar  9 2014, 22:15:05) 

[GCC 4.2.1 Compatible Apple LLVM 5.0 (clang-500.0.68)] on darwin

Type "help", "copyright", "credits" or "license" for more information.

>>> 
print
(
"Hello World"
)

Hello World

>>>

```

### Signo mayor que con signo igual
El signo mayor que con signo igual ( >=  ) se utiliza para una aproximación del signo mayor que o igual a (≥, el opuesto de ≤). ASCII no tiene un signo mayor que o igual a. 
En BASIC, los lenguajes de familia Lisp y los lenguajes de familia C (incluidos Java y C++ ), operador >=  significa "mayor o igual que". En Sinclair BASIC está codificado como un token de punto de código de un solo byte. 
En Fortran, operador .GE. significa "mayor o igual que". 
En Bourne Shell y Windows PowerShell, el operador  -ge  significa "mayor o igual que". 

### Guion menos con signo mayor que
En algunos lenguajes de programación (por ejemplo, F#), el signo mayor que se usa junto con un guion menos para crear una flecha ( ->  ). Las flechas como estas también podrían usarse en texto donde otros símbolos de flecha no están disponibles. En el lenguaje de programación R puede usarse como el operador de asignación correcto. En los lenguajes de programación C, C++ y C# se usa como operador de acceso de miembro.

### Guiones de Shell
En el shell Bourne (y muchos otros shells), se utiliza un signo mayor que para redirigir la salida a un archivo. Mayor que y ampersand ( >&  ) se utiliza para redirigir a un descriptor de archivo.

### Operador de nave espacial
Se usa un signo mayor que en el operador de la nave espacial . 

### HTML
En HTML (y SGML y XML ), el signo mayor que se utiliza al final de las etiquetas. El signo mayor que se puede incluir con &gt;, mientras &ge; produce el signo mayor o igual que, esto usado en valores numéricos. 

### Correo electrónico e internet
El signo mayor que se utiliza para denotar citas en los formatos de correo electrónico y grupos de noticias, y esto también se ha utilizado en foros. También se usa antes de una oración para un sentido de implicación. (>implicando)